# FC Barcelona 2009/2010
FC Barcelona vann La Liga för andra säsongen i rad. Efter köpet av Zlatan Ibrahimović fick Barcelona en fin start på säsongen, men förhoppningarna om den andra raka titeln i Champions League sprack på grund av semifinalförlusten mot Inter, vilket spädde på rykten om osämja mellan Ibrahimović och tränaren Pep Guardiola. Till slut bärgades ligatiteln, efter en tuff kamp mot Real Madrid. Lionel Messis 34 ligamål och de inbördes segrarna mot Real Madrid blev tungan på vågen.

## Trupp

### Målvakter
- Víctor Valdés
- Pinto
- Rubén Miño

### Backar
- Dani Alves
- Carles Puyol
- Gerard Piqué
- Rafael Márquez
- Gabriel Milito
- Dmytro Chygrynskiy
- Éric Abidal
- Andreu Fontàs
- Marc Muniesa
- Marc Bartra

### Mittfältare
- Xavi
- Andrés Iniesta
- Seydou Keita
- Sergio Busquets
- Yaya Touré
- Jonathan dos Santos
- Thiago Alcântara
- Víctor Sánchez
- Jeffrén

### Anfallare
- Zlatan Ibrahimović
- Lionel Messi
- Pedro
- Bojan
- Thierry Henry

## La Liga

### Matcher
- FC Barcelona-Sporting Gijón 3-0
- 1-0 Bojan  18′
- 2-0 Seydou Keita  42′
- 3-0 Zlatan Ibrahimović  82′

- Getafe-FC Barcelona 0-2
- 0-1 Zlatan Ibrahimović  66′
- 0-2 Lionel Messi  80′

- FC Barcelona-Atlético Madrid 5-2
- 1-0 Zlatan Ibrahimović  2′
- 2-0 Lionel Messi  16′
- 3-0 Dani Alves  30′
- 4-0 Seydou Keita  41′
- 4-1 Sergio Agüero  44′
- 4-2 Diego Forlán  84′
- 5-2 Lionel Messi  90′

- Racing Santander-FC Barcelona 1-4
- 0-1 Zlatan Ibrahimović  21′
- 0-2 Lionel Messi  24′
- 0-3 Gerard Piqué  27′
- 0-4 Lionel Messi  64′
- 1-4 Óscar Serrano  73′

- Málaga-FC Barcelona 0-2
- 0-1 Zlatan Ibrahimović  39′
- 0-2 Gerard Piqué  58′

- FC Barcelona-Almería 1-0
- 1-0 Pedro  31′

- Valencia-FC Barcelona 0-0

- FC Barcelona-Real Zaragoza 6-1
- 1-0 Seydou Keita  24′
- 2-0 Zlatan Ibrahimović  29′
- 3-0 Seydou Keita  41′
- 4-0 Zlatan Ibrahimović  56′
- 4-1 Jorge López  78′
- 5-1 Lionel Messi  80′
- 6-1 Seydou Keita  86′

- Osasuna-FC Barcelona 1-1
- 0-1 Seydou Keita  72′
- 1-1 Gerard Piqué  90′ (o.g.)

- FC Barcelona-Mallorca 4-2
- 1-0 Pedro  11′
- 1-1 José Nunes  20′
- 2-1 Pedro  40′
- 3-1 Thierry Henry  44′
- 4-1 Lionel Messi  87′ (str.)
- 4-2 Alhassane Keita  90′

- Athletic Bilbao-FC Barcelona 1-1
- 0-1 Dani Alves  54′
- 1-1 Gaizka Toquero  63′

- FC Barcelona-Real Madrid 1-0
- 1-0 Zlatan Ibrahimović  56′

- Xerez-FC Barcelona 0-2
- 0-1 Thierry Henry  46′
- 0-2 Zlatan Ibrahimović  90′

- Deportivo-FC Barcelona 1-3
- 0-1 Lionel Messi  27′
- 1-1 Adrián  38′
- 1-2 Lionel Messi  80′
- 1-3 Zlatan Ibrahimović  88′

- FC Barcelona-Espanyol 1-0
- 1-0 Zlatan Ibrahimović  39′ (str.)

- FC Barcelona-Villareal 1-1
- 1-0 Pedro  7′
- 1-1 David Fuster  50′

- Tenerife-FC Barcelona 0-5
- 0-1 Lionel Messi  36′
- 0-2 Carles Puyol  44′
- 0-3 Lionel Messi  44′
- 0-4 Lionel Messi  75′
- 0-5 Ezequiel Luna  87′ (o.g.)

- FC Barcelona-Sevilla 4-0
- 1-0 Julien Escudé  49′ (o.g.)
- 2-0 Pedro  70′
- 3-0 Lionel Messi  85′
- 4-0 Lionel Messi  90′

- Valladolid-FC Barcelona 0-3
- 0-1 Xavi  21′
- 0-2 Dani Alves  22′
- 0-3 Lionel Messi  56′

- Sporting Gijón-FC Barcelona 0-1
- 0-1 Pedro  29′

- FC Barcelona-Getafe 2-1
- 1-0 Lionel Messi  7′
- 2-0 Xavi  67′
- 2-1 Roberto Soldado  90′ (str.)

- Atlético Madrid-FC Barcelona 2-1
- 1-0 Diego Forlán  9′
- 2-0 Simão  22′
- 2-1 Zlatan Ibrahimović  27′

- FC Barcelona-Racing Santander 4-0
- 1-0 Andrés Iniesta  7′
- 2-0 Thierry Henry  29′
- 3-0 Rafael Márquez  34′
- 4-0 Thiago Alcântara  84′

- FC Barcelona-Málaga 2-1
- 1-0 Pedro  69′
- 1-1 Valdo  81′
- 2-1 Lionel Messi  84′

- Almería-FC Barcelona 2-2
- 1-0 Domingo Cisma  12′
- 1-1 Lionel Messi  42′
- 2-1 Carles Puyol  57′ (o.g.)
- 2-2 Lionel Messi  66′

- FC Barcelona-Valencia 3-0
- 1-0 Lionel Messi  56′
- 2-0 Lionel Messi  81′
- 3-0 Lionel Messi  83′

- Real Zaragoza-FC Barcelona 2-4
- 0-1 Lionel Messi  5′
- 0-2 Lionel Messi  66′
- 0-3 Lionel Messi  78′
- 1-3 Adrián Colunga  85′
- 2-3 Adrián Colunga  89′
- 2-4 Zlatan Ibrahimović  90′ (str.)

- FC Barcelona-Osasuna 2-0
- 1-0 Zlatan Ibrahimović  73′
- 2-0 Bojan  89′

- Mallorca-FC Barcelona 0-1
- 0-1 Zlatan Ibrahimović  63′

- FC Barcelona-Athletic Bilbao 4-1
- 1-0 Jeffrén  27′
- 2-0 Bojan  40′
- 3-0 Bojan  59′
- 4-0 Lionel Messi  67′

- Real Madrid-FC Barcelona 0-2
- 0-1 Lionel Messi  33′
- 0-2 Pedro  56′

- FC Barcelona-Deportivo 3-0
- 1-0 Bojan  16′
- 2-0 Pedro  69′
- 3-0 Yaya Touré  72′

- Espanyol-FC Barcelona 0-0

- FC Barcelona-Xerez 3-1
- 1-0 Jeffrén  14′
- 2-0 Thierry Henry  24′
- 2-1 Mario Bermejo  25′
- 3-1 Zlatan Ibrahimović  56′

- Villareal-FC Barcelona 1-4
- 0-1 Lionel Messi  19′
- 0-2 Xavi  34′
- 0-3 Bojan  42′
- 1-3 Joseba Llorente  67′
- 1-4 Lionel Messi  88′

- FC Barcelona-Tenerife 4-1
- 1-0 Lionel Messi  17′
- 1-1 Román Martínez  39′
- 2-1 Bojan  63′
- 3-1 Pedro  77′
- 4-1 Lionel Messi  90′

- Sevilla-FC Barcelona 2-3
- 0-1 Lionel Messi  5′
- 0-2 Bojan  28′
- 0-3 Pedro  62′
- 1-3 Frédéric Kanouté  69′
- 2-3 Luís Fabiano  71′

- FC Barcelona-Valladolid 4-0
- 1-0 Luis Prieto  27′ (o.g.)
- 2-0 Pedro  31′
- 3-0 Lionel Messi  62′
- 4-0 Lionel Messi  76′

### Bästa målskyttar
- Lionel Messi 34
- Zlatan Ibrahimović 16
- Pedro 12
- Bojan 8
- Seydou Keita 6